# Fehmi Demir
Fehmi Demir, född 2 januari 1957 i Yeniceoba, död 25 oktober 2015 i Tarsus, var en turkisk politiker av kurdiskt ursprung i Turkiet. Han var partiledare för partiet Rättighets- och frihetspartiet (Hak ve Özgürlükler Partisi eller enbart HAK-PAR), från oktober 2014 fram till sin död oktober 2015. Han förespråkade en federalistisk agenda, i syfte att dela Turkiet i flera delstater och att den politisk autonomin skall ökas i de av kurderna dominerade regionerna i Turkiet.
Rättighets- och frihetspartiet grundades den 11 februari 2002, där Demir tjänstgjorde som ställföreträdande ledare. Han blev utsedd till partiledare när partiet höll sin 6:e ordinarie kongress den 26 oktober 2014. I kongressen röstade 278 delegater. Demir fick 164 röster och hans rival Bayram Bozyel fick 114 röster. Valet ogiltigförklarades eftersom mindre än 50 procent av de registrerande delegaterna deltog. Bozyel drog sig därefter ur valet och Demir blev förklarad ny partiledare. Som partiledare ledde Fehmi Demir sitt parti till allmänna val för första gången sedan partiet grundades.

## Politiska karriär
I början av 1990-talet började Demir sin politiska karriär som senare ledde till att han blev aktiv i det pro-kurdiska partier i Turkiet. Från 1990 fram till 2002 var han medlem och bildade olika pro-kurdiska partier. Alla dessa partier upplöstes av Turkiets författningsdomstol. Demir var aktiv i följande pro-kurdiska partier:
• Folkets Arbetar Partiet (HEP), ett pro-kurdiskt parti som grundades juni 1990. Han var medlem av partirådet. Partiet upplöstes juli 1993.
• Demokratiska Partiet (DEP), ett pro-kurdiskt parti som grundades maj 1993. Partimedlemmarna från Folkets Arbetar Partiet förbindes med Demokratiska Partiet efter att partiet lades ned. Demir tjänstgjorde som vice generalsekreterare. Partiet upplöstes 16 juni 1994.
• Demokrati och Förändrings Partiet (DDP), ett pro-kurdiskt parti. Demir tjänstgjorde som generalsekreterare för partiet fram tills partiet upplöstes juli 1995.
• Demokrati och Frihets Partiet (DBP), ett pro-kurdiskt parti som grundades 11 mars 1996. Demir tjänstgjorde som generalsekreterare. Partiet upplöstes mars 2002.

## Dödsfallet
Den 25 oktober 2015, bara sex dagar före Turkiets riksdagsval, råkade Demir ut för en trafikolycka när han färdades på motorvägen i Tarsus. Efter sitt valtal i Turkiets nationella TV-bolag, TRT, lämnade han TV-studion och begav sig direkt till Mersin för att delta i ett partimöte som skulle hållas dagen efter. Två timmar senare efter Demirs död sändes valtalen offentligt i TV. Beskedet att Demir hade avlidit i en trafikolycka hade ännu inte nått Turkiska myndigheten eller samhällen när valtalen sändes offentligt i TV. Demir missade flyget och valde istället att använda fordonen som tillhörde själva partiet, till partimöten. Det var halt väglag som ställde till problem där partiledaren förlorade kontroll över fordonen. Hans fordon körde in i en annan bil med österrikisk registreringsskylt som stod vid sidan av motorvägen. Fordonet sladdade och stannade efter att kraschat in i skyddsräcket och båda fordonen totalförstördes. Både Fehmi Demir och Hacı Murat Doğu, förare av den österrikiska bilen, blev allvarligt sårade och båda avled senare på olycksplatsen. De fördes till sjukhuset i Tarsus efter olyckan. Många politiska ledare, bland annat partiledaren för Folkens Demokratiska Parti (HDP) Selahattin Demirtaş var närvarande vid begravningsceremonin som hölls utanför partiets huvudkontor i huvudstaden Ankara. Demirs begravning ägde rum i födelseplatsen Yeniceoba efter begravningsceremonin.
Dagen innan Demir omkom i trafikolyckan, den 24 oktober, publicerade han på Facebook:
| ” | De politiska partier som kommer att hålla valtal i kanalen TRT1 och TRT-Haber (Turkiets nationella TV-bolag), kommer att sändas i morgon den 25 oktober 2015. För vårt parti, Rättighets- och frihetspartiet, blir jag den första som håller tal. Sändningen av valtalen börjar kl. 20.15. Europeisk tid kl. 19.15. | „ |